# طواف الإمارات 2025
طواف الإمارات 2025 هو سباق دراجات هوائية، وهو الموسم السابع من طواف الإمارات، وأقيم خلال الفترة من 17 فبراير 2025، وحتى 23 فبراير 2025 ضمن سباقات طواف العالم للدراجات 2025.
فاز بالمركز الأول تادي بوجار، وفاز بالمركز الثاني جوليو سيكوني، وفاز بالمركز الثالث بيلو بلباو، وفاز في ترتيب النقاط جوناثان ميلان، وفاز في ترتيب الفرق 2025 Movistar Team ‏، وفاز في ترتيب النقاط للشباب Iván Romeo ‏.

## الفرق
| فرق عالمية (15)- Decathlon AG2R La Mondiale Team - EF Education-EasyPost - Intermarché-Wanty - Lidl-Trek - Movistar Team - Red Bull-BORA-hansgrohe - Soudal Quick-Step - Team Picnic-PostNL - Team Visma \| Lease a Bike - UAE Team Emirates XRG - Alpecin-Deceuninck - Bahrain-Victorious - Ineos Grenadiers - Team Jayco AlUla - XDS Astana Team فرق برو (5)- Israel-Premier Tech - Lotto - Team Solution Tech–Vini Fantini ‏ - سويس ريسينغ أكادمي ‏ - VF Group-Bardiani CSF-Faizanè |  |
| |  |

## المراحل
| قائمة المراحل | قائمة المراحل | قائمة المراحل                  | قائمة المراحل  | قائمة المراحل | قائمة المراحل   | قائمة المراحل |
| المرحلة       | التاريخ       | الدورة                         |                | المسافة (كم)  | الفائز بالمرحلة | القائد العام  |
| ------------- | ------------- | ------------------------------ | -------------- | ------------- | --------------- | ------------- |
| المرحلة 1     | 17 فبراير     | مَـدِيْـنَـة زَايِـد – ليوا          | مرحلة مستوية   | 138           | جوناثان ميلان   | جوناثان ميلان |
| المرحلة 2     | 18 فبراير     | الحديريات ‏ – الحديريات ‏        | فردي ضد الساعة | 12٫2          | Josh Tarling ‏   | Josh Tarling ‏ |
| المرحلة 3     | 19 فبراير     | رأس الخيمة – جبل جيس           | مرحلة جبلية    | 179           | تادي بوجار      | تادي بوجار    |
| المرحلة 4     | 20 فبراير     | قدفع – أم القيوين              | مرحلة مستوية   | 181           | جوناثان ميلان   | تادي بوجار    |
| المرحلة 5     | 21 فبراير     | الجامعة الأمريكية في دبي – دبيّ | مرحلة مستوية   | 160           | تيم ميرلير      | تادي بوجار    |
| المرحلة 6     | 22 فبراير     | ابوظبي – ابوظبي                | مرحلة مستوية   | 167           | تيم ميرلير      | تادي بوجار    |
| المرحلة 7     | 23 فبراير     | العين – جبل حفيت               | مرحلة جبلية    | 176           | تادي بوجار      | تادي بوجار    |

## النتيجة

### مرحلة 1
هي مرحلة مستوية، أقيمت في 17 فبراير 2025، وامتدّت لمسافة 138 كيلومتر. فاز بالمركز الأول، وتصدر ترتيب النقاط للشباب وترتيب النقاط والترتيب العام في نهاية المرحلة جوناثان ميلان، وتصدر تصنيف سباقات السرعة Manuele Tarozzi ‏، وتصدر ترتيب الفرق 2025 Red Bull-BORA-hansgrohe ‏.
| التصنيف العام | التصنيف العام        | التصنيف العام           | التصنيف العام | التصنيف العام |
| العداء        | العداء               | الفريق                  | الوقت         |               |
| ------------- | -------------------- | ----------------------- | ------------- | ------------- |
| 1             | جوناثان ميلان        | Lidl-Trek               | 3 س 31 د 24 ث |               |
| 2             | Finn Fisher-Black ‏   | Red Bull-Bora-Hansgrohe | + 4 ث         |               |
| 3             | توبياس لوند أندرسن ‏  | Team Picnic-PostNL      | + 6 ث         |               |
| 4             | Lennert Van Eetvelt ‏ | Lotto                   | + 10 ث        |               |
| 5             | Oscar Onley ‏         | Team Picnic-PostNL      | + 10 ث        |               |
| 6             | آرون جيت             | XDS Astana Team         | + 10 ث        |               |
| 7             | Harold Tejada ‏       | XDS Astana Team         | + 10 ث        |               |
| 8             | Lionel Taminiaux ‏    | Lotto                   | + 10 ث        |               |
| 9             | فل بوهوس             | Bahrain Victorious      | + 10 ث        |               |
| 10            | تادي بوجار           | UAE Team Emirates XRG   | + 10 ث        |               |
|               |                      |                         |               |               |
|               |                      |                         |               |               |

### مرحلة 2
هي مرحلة من نوع سباق زمن فردي، أقيمت في 18 فبراير 2025، وامتدّت لمسافة 12.2 كيلومتر. فاز بالمركز الأول، وتصدر الترتيب العام في نهاية المرحلة وترتيب النقاط وترتيب النقاط للشباب Josh Tarling ‏، وتصدر ترتيب الفرق فريق إنيوس 2025 ‏، وتصدر تصنيف سباقات السرعة Manuele Tarozzi ‏.
| التصنيف العام | التصنيف العام      | التصنيف العام              | التصنيف العام | التصنيف العام |
| العداء        | العداء             | الفريق                     | الوقت         |               |
| ------------- | ------------------ | -------------------------- | ------------- | ------------- |
| 1             | Josh Tarling ‏      | Ineos Grenadiers           | 3 س 44 د 29 ث |               |
| 2             | Stefan Bissegger ‏  | Decathlon-AG2R La Mondiale | + 13 ث        |               |
| 3             | تادي بوجار         | UAE Team Emirates XRG      | + 18 ث        |               |
| 4             | Jay Vine ‏          | UAE Team Emirates XRG      | + 21 ث        |               |
| 5             | Pablo Castrillo ‏   | Movistar Team              | + 27 ث        |               |
| 6             | Iván Romeo ‏        | Movistar Team              | + 28 ث        |               |
| 7             | Finn Fisher-Black ‏ | Red Bull-Bora-Hansgrohe    | + 34 ث        |               |
| 8             | بيلو بلباو         | Bahrain Victorious         | + 39 ث        |               |
| 9             | برونو أرميريل      | Decathlon-AG2R La Mondiale | + 41 ث        |               |
| 10            | Harold Tejada ‏     | XDS Astana Team            | + 42 ث        |               |
|               |                    |                            |               |               |
|               |                    |                            |               |               |

### مرحلة 3
هي مرحلة جبلية، أقيمت في 19 فبراير 2025، وامتدّت لمسافة 179 كيلومتر. فاز بالمركز الأول، وتصدر الترتيب العام في نهاية المرحلة وترتيب النقاط تادي بوجار، وتصدر ترتيب النقاط للشباب Josh Tarling ‏، وتصدر تصنيف سباقات السرعة Carlos Samudio ‏، وتصدر ترتيب الفرق فريق إنيوس 2025 ‏.
| التصنيف العام | التصنيف العام        | التصنيف العام           | التصنيف العام | التصنيف العام |
| العداء        | العداء               | الفريق                  | الوقت         |               |
| ------------- | -------------------- | ----------------------- | ------------- | ------------- |
| 1             | تادي بوجار           | UAE Team Emirates XRG   | 8 س 20 د 41 ث |               |
| 2             | Josh Tarling ‏        | Ineos Grenadiers        | + 18 ث        |               |
| 3             | Pablo Castrillo ‏     | Movistar Team           | + 23 ث        |               |
| 4             | Iván Romeo ‏          | Movistar Team           | + 24 ث        |               |
| 5             | Finn Fisher-Black ‏   | Red Bull-Bora-Hansgrohe | + 26 ث        |               |
| 6             | Jay Vine ‏            | UAE Team Emirates XRG   | + 33 ث        |               |
| 7             | جوليو سيكوني         | Lidl-Trek               | + 34 ث        |               |
| 8             | بيلو بلباو           | Bahrain Victorious      | + 35 ث        |               |
| 9             | Harold Tejada ‏       | XDS Astana Team         | + 38 ث        |               |
| 10            | Lennert Van Eetvelt ‏ | Lotto                   | + 38 ث        |               |
|               |                      |                         |               |               |
|               |                      |                         |               |               |

### مرحلة 4
هي مرحلة مستوية، أقيمت في 20 فبراير 2025، وامتدّت لمسافة 181 كيلومتر. فاز بالمركز الأول، وتصدر ترتيب النقاط جوناثان ميلان، وتصدر ترتيب النقاط للشباب Josh Tarling ‏، وتصدر ترتيب الفرق فريق إنيوس 2025 ‏، وتصدر تصنيف سباقات السرعة Đorđe Đurić ‏، وتصدر الترتيب العام في نهاية المرحلة تادي بوجار.
| التصنيف العام | التصنيف العام        | التصنيف العام           | التصنيف العام  | التصنيف العام |
| العداء        | العداء               | الفريق                  | الوقت          |               |
| ------------- | -------------------- | ----------------------- | -------------- | ------------- |
| 1             | تادي بوجار           | UAE Team Emirates XRG   | 12 س 23 د 42 ث |               |
| 2             | Josh Tarling ‏        | Ineos Grenadiers        | + 18 ث         |               |
| 3             | Pablo Castrillo ‏     | Movistar Team           | + 23 ث         |               |
| 4             | Iván Romeo ‏          | Movistar Team           | + 24 ث         |               |
| 5             | Finn Fisher-Black ‏   | Red Bull-Bora-Hansgrohe | + 25 ث         |               |
| 6             | Jay Vine ‏            | UAE Team Emirates XRG   | + 33 ث         |               |
| 7             | جوليو سيكوني         | Lidl-Trek               | + 34 ث         |               |
| 8             | بيلو بلباو           | Bahrain Victorious      | + 35 ث         |               |
| 9             | Harold Tejada ‏       | XDS Astana Team         | + 38 ث         |               |
| 10            | Lennert Van Eetvelt ‏ | Lotto                   | + 38 ث         |               |
|               |                      |                         |                |               |
|               |                      |                         |                |               |

### مرحلة 5
هي مرحلة مستوية، أقيمت في 21 فبراير 2025، وامتدّت لمسافة 160 كيلومتر. فاز بالمركز الأول تيم ميرلير، وتصدر ترتيب النقاط للشباب Josh Tarling ‏، وتصدر ترتيب النقاط جوناثان ميلان، وتصدر ترتيب الفرق 2025 Movistar Team ‏، وتصدر تصنيف سباقات السرعة Đorđe Đurić ‏، وتصدر الترتيب العام في نهاية المرحلة تادي بوجار.
| التصنيف العام | التصنيف العام        | التصنيف العام           | التصنيف العام  | التصنيف العام |
| العداء        | العداء               | الفريق                  | الوقت          |               |
| ------------- | -------------------- | ----------------------- | -------------- | ------------- |
| 1             | تادي بوجار           | UAE Team Emirates XRG   | 15 س 40 د 34 ث |               |
| 2             | Josh Tarling ‏        | Ineos Grenadiers        | + 21 ث         |               |
| 3             | Iván Romeo ‏          | Movistar Team           | + 27 ث         |               |
| 4             | Finn Fisher-Black ‏   | Red Bull-Bora-Hansgrohe | + 28 ث         |               |
| 5             | Jay Vine ‏            | UAE Team Emirates XRG   | + 36 ث         |               |
| 6             | جوليو سيكوني         | Lidl-Trek               | + 37 ث         |               |
| 7             | بيلو بلباو           | Bahrain Victorious      | + 38 ث         |               |
| 8             | Lennert Van Eetvelt ‏ | Lotto                   | + 38 ث         |               |
| 9             | Harold Tejada ‏       | XDS Astana Team         | + 41 ث         |               |
| 10            | Oscar Onley ‏         | Team Picnic-PostNL      | + 44 ث         |               |
|               |                      |                         |                |               |
|               |                      |                         |                |               |

### مرحلة 6
هي مرحلة مستوية، أقيمت في 22 فبراير 2025، وامتدّت لمسافة 167 كيلومتر. فاز بالمركز الأول تيم ميرلير، وتصدر ترتيب النقاط للشباب Josh Tarling ‏، وتصدر ترتيب النقاط جوناثان ميلان، وتصدر ترتيب الفرق 2025 Movistar Team ‏، وتصدر تصنيف سباقات السرعة Đorđe Đurić ‏، وتصدر الترتيب العام في نهاية المرحلة تادي بوجار.
| التصنيف العام | التصنيف العام        | التصنيف العام           | التصنيف العام  | التصنيف العام |
| العداء        | العداء               | الفريق                  | الوقت          |               |
| ------------- | -------------------- | ----------------------- | -------------- | ------------- |
| 1             | تادي بوجار           | UAE Team Emirates XRG   | 19 س 24 د 48 ث |               |
| 2             | Josh Tarling ‏        | Ineos Grenadiers        | + 21 ث         |               |
| 3             | Iván Romeo ‏          | Movistar Team           | + 27 ث         |               |
| 4             | Finn Fisher-Black ‏   | Red Bull-Bora-Hansgrohe | + 28 ث         |               |
| 5             | Jay Vine ‏            | UAE Team Emirates XRG   | + 36 ث         |               |
| 6             | جوليو سيكوني         | Lidl-Trek               | + 37 ث         |               |
| 7             | بيلو بلباو           | Bahrain Victorious      | + 38 ث         |               |
| 8             | Lennert Van Eetvelt ‏ | Lotto                   | + 38 ث         |               |
| 9             | Harold Tejada ‏       | XDS Astana Team         | + 41 ث         |               |
| 10            | Oscar Onley ‏         | Team Picnic-PostNL      | + 44 ث         |               |
|               |                      |                         |                |               |
|               |                      |                         |                |               |

### مرحلة 7
هي مرحلة جبلية، أقيمت في 23 فبراير 2025، وامتدّت لمسافة 176 كيلومتر. فاز بالمركز الأول، وتصدر الترتيب العام في نهاية المرحلة تادي بوجار.
| التصنيف العام | التصنيف العام | التصنيف العام         | التصنيف العام  | التصنيف العام |
| العداء        | العداء        | الفريق                | الوقت          |               |
| ------------- | ------------- | --------------------- | -------------- | ------------- |
| 1             | تادي بوجار    | UAE Team Emirates XRG | 23 س 08 د 42 ث |               |
| 2             | جوليو سيكوني  | Lidl-Trek             | + 1 د 14 ث     |               |
| 3             | بيلو بلباو    | Bahrain Victorious    | + 1 د 19 ث     |               |
|               |               |                       |                |               |
|               |               |                       |                |               |

## المشاركون
| Lotto LOT                 | Lotto LOT               | Lotto LOT |
| ------------------------- | ----------------------- | --------- |
| م                         | عداء                    | مرتبة     |
| 1                         | Lennert Van Eetvelt ‏    | 11        |
| 2                         | Lars Craps ‏             | لم يبدأ-6 |
| 3                         | Logan Currie ‏           | 85        |
| 4                         | Steffen De Schuyteneer ‏ | 69        |
| 5                         | Lionel Taminiaux ‏       | 107       |
| 6                         | روبن تومسون             | 44        |
| 7                         | يوناس غريغارد           | 104       |
| مدير الرياضة: ماريو آيرتس |                         |           |

| Alpecin-Deceuninck ADC                   | Alpecin-Deceuninck ADC | Alpecin-Deceuninck ADC |
| ---------------------------------------- | ---------------------- | ---------------------- |
| م                                        | عداء                   | مرتبة                  |
| 11                                       | جاسبر فيليبسين         | 77                     |
| 12                                       | Ramses Debruyne ‏       | 41                     |
| 13                                       | سيلفان ديلير           | 80                     |
| 14                                       | Robbe Ghys ‏            | 68                     |
| 15                                       | Timo Kielich ‏          | 49                     |
| 16                                       | Johan Price-Pejtersen ‏ | 113                    |
| 17                                       | Jonas Rickaert ‏        | 53                     |
| مدير الرياضة: ينس كوكلاير, جياني ميرسمان |                        |                        |

| Bahrain Victorious TBV                        | Bahrain Victorious TBV | Bahrain Victorious TBV |
| --------------------------------------------- | ---------------------- | ---------------------- |
| م                                             | عداء                   | مرتبة                  |
| 21                                            | بيلو بلباو             | 3                      |
| 22                                            | Rainer Kepplinger ‏     | 13                     |
| 23                                            | Daniel Skerl ‏          | 97                     |
| 24                                            | فل بوهوس               | 71                     |
| 25                                            | أندريا باسكولون        | 59                     |
| 26                                            | Torstein Træen ‏        | لم يكمل السباق-7       |
| 27                                            | Max van der Meulen ‏    | 37                     |
| مدير الرياضة: نيل ستيفنز, Ioannis Tamouridis ‏ |                        |                        |

| Decathlon-AG2R La Mondiale DAT              | Decathlon-AG2R La Mondiale DAT | Decathlon-AG2R La Mondiale DAT |
| ------------------------------------------- | ------------------------------ | ------------------------------ |
| م                                           | عداء                           | مرتبة                          |
| 31                                          | برونو أرميريل                  | 20                             |
| 32                                          | Stefan Bissegger ‏              | 81                             |
| 33                                          | جيوفري بوشارد                  | 34                             |
| 34                                          | فيليكس غال                     | 18                             |
| 35                                          | Rasmus Søjberg Pedersen ‏       | 86                             |
| 36                                          | Gianluca Pollefliet ‏           | 110                            |
| 37                                          | Paul Seixas ‏                   | لم يبدأ-6                      |
| مدير الرياضة: سيريل ديسيل, أرتوراس كاسبوتيس |                                |                                |

| EF Education-EasyPost EFE                  | EF Education-EasyPost EFE | EF Education-EasyPost EFE |
| ------------------------------------------ | ------------------------- | ------------------------- |
| م                                          | عداء                      | مرتبة                     |
| 41                                         | استيبان تشافيس            | 25                        |
| 42                                         | هيو كارثي                 | 62                        |
| 43                                         | Alastair Mackellar ‏       | 40                        |
| 44                                         | شون كوين ‏ (طريق)          | لم يبدأ-3                 |
| 45                                         | Jack Rootkin-Gray ‏        | لم يكمل السباق-7          |
| 46                                         | Georg Steinhauser ‏        | 12                        |
| 47                                         | Jardi van der Lee ‏        | 73                        |
| مدير الرياضة: Tom Southam ‏, Ken Vanmarcke ‏ |                           |                           |

| Ineos Grenadiers IGD                         | Ineos Grenadiers IGD       | Ineos Grenadiers IGD |
| -------------------------------------------- | -------------------------- | -------------------- |
| م                                            | عداء                       | مرتبة                |
| 51                                           | Josh Tarling ‏ (زمني فردي)  | 21                   |
| 52                                           | جوناثان كاستروفيجو         | 50                   |
| 53                                           | Kim Heiduk ‏                | 65                   |
| 54                                           | Victor Langellotti ‏        | لم يبدأ-6            |
| 55                                           | Michael Leonard (cyclist) ‏ | 74                   |
| 56                                           | كارلوس رودريغيز كانو       | لم يبدأ-7            |
| 57                                           | بن سويفت                   | 46                   |
| مدير الرياضة: ليوناردو باسو, Oliver Cookson ‏ |                            |                      |

| Intermarché-Wanty IWA                        | Intermarché-Wanty IWA | Intermarché-Wanty IWA |
| -------------------------------------------- | --------------------- | --------------------- |
| م                                            | عداء                  | مرتبة                 |
| 61                                           | Gerben Kuypers ‏       | 58                    |
| 62                                           | Kevin Colleoni ‏       | 35                    |
| 63                                           | Kobe Goossens ‏        | 27                    |
| 64                                           | Simone Petilli ‏       | 42                    |
| 65                                           | أدريان بيتي           | لم يكمل السباق-7      |
| 66                                           | جيربن تايسن ‏          | 89                    |
| 67                                           | Gijs Van Hoecke ‏      | 56                    |
| مدير الرياضة: Steven De Neef ‏, بيتر فانسبيوك |                       |                       |

| Israel-Premier Tech IPT                      | Israel-Premier Tech IPT        | Israel-Premier Tech IPT |
| -------------------------------------------- | ------------------------------ | ----------------------- |
| م                                            | عداء                           | مرتبة                   |
| 71                                           | كريس فروم                      | لم يكمل السباق-7        |
| 72                                           | Pier-André Côté ‏               | 39                      |
| 73                                           | جان هيرت                       | 36                      |
| 74                                           | Oded Kogut ‏ (طريق و زمني فردي) | 101                     |
| 75                                           | أليكسي لوتزينكو                | 28                      |
| 76                                           | Nadav Raisberg ‏                | 47                      |
| 77                                           | Matthew Riccitello ‏            | 17                      |
| مدير الرياضة: الكسندر كاتافورد, Dror Pekatz ‏ |                                |                         |

| Lidl-Trek LTK                              | Lidl-Trek LTK                        | Lidl-Trek LTK |
| ------------------------------------------ | ------------------------------------ | ------------- |
| م                                          | عداء                                 | مرتبة         |
| 81                                         | جوليو سيكوني                         | 2             |
| 82                                         | سيموني كونسوني                       | 102           |
| 83                                         | Amanuel Ghebreigzabhier ‏ (زمني فردي) | 72            |
| 84                                         | Daan Hoole ‏                          | 33            |
| 85                                         | باتريك كونراد                        | 10            |
| 86                                         | جوناثان ميلان                        | 78            |
| 87                                         | إدوارد ثيونس                         | 90            |
| مدير الرياضة: Adriano Baffi ‏, غريغوري راست |                                      |               |

| Movistar Team MOV           | Movistar Team MOV | Movistar Team MOV |
| --------------------------- | ----------------- | ----------------- |
| م                           | عداء              | مرتبة             |
| 91                          | إينر روبيو        | 16                |
| 92                          | ويل بارتا         | 32                |
| 93                          | Pablo Castrillo ‏  | 7                 |
| 94                          | دافيد سيمولاي     | 93                |
| 95                          | فرناندو جافيريا   | لم يبدأ-6         |
| 96                          | Manlio Moro ‏      | 84                |
| 97                          | Iván Romeo ‏       | 4                 |
| مدير الرياضة: بابلو لاستراس |                   |                   |

| Red Bull-Bora-Hansgrohe RBH                    | Red Bull-Bora-Hansgrohe RBH    | Red Bull-Bora-Hansgrohe RBH |
| ---------------------------------------------- | ------------------------------ | --------------------------- |
| م                                              | عداء                           | مرتبة                       |
| 101                                            | Finn Fisher-Black ‏ (زمني فردي) | 6                           |
| 102                                            | Filip Maciejuk ‏                | 82                          |
| 103                                            | ريان مولين                     | 51                          |
| 104                                            | Anton Palzer ‏                  | 31                          |
| 105                                            | داني فان بوبيل                 | 61                          |
| 106                                            | سام ويلسفورد                   | 99                          |
| 107                                            | Ben Zwiehoff ‏                  | 24                          |
| مدير الرياضة: Shane Archbold ‏, Gregor Gazvoda ‏ |                                |                             |

| Team Solution Tech–Vini Fantini ‏ TFT | Team Solution Tech–Vini Fantini ‏ TFT | Team Solution Tech–Vini Fantini ‏ TFT |
| ------------------------------------ | ------------------------------------ | ------------------------------------ |
| م                                    | عداء                                 | مرتبة                                |
| 111                                  | كريستيان سباراغلي                    | 52                                   |
| 112                                  | Đorđe Đurić (cyclist) ‏               | 116                                  |
| 113                                  | فيليبو فورتين                        | 91                                   |
| 114                                  | روبرتو غونزاليس ‏                     | 29                                   |
| 115                                  | Lorenzo Quartucci ‏                   | 26                                   |
| 116                                  | Dušan Rajović ‏                       | 92                                   |
| 117                                  | Carlos Samudio ‏                      | 60                                   |
| مدير الرياضة: Serge Parsani ‏         |                                      |                                      |

| Soudal Quick-Step SOQ                           | Soudal Quick-Step SOQ | Soudal Quick-Step SOQ |
| ----------------------------------------------- | --------------------- | --------------------- |
| م                                               | عداء                  | مرتبة                 |
| 121                                             | تيم ميرلير (طريق)     | 79                    |
| 122                                             | Ayco Bastiaens ‏       | 103                   |
| 123                                             | جوزيف سيرني           | 108                   |
| 124                                             | Pascal Eenkhoorn ‏     | 30                    |
| 125                                             | Junior Lecerf ‏        | 8                     |
| 126                                             | كاسبر بيدرسين         | 75                    |
| 127                                             | Bert Van Lerberghe ‏   | 94                    |
| مدير الرياضة: Klaas Lodewyck ‏, Geert Van Bondt ‏ |                       |                       |

| Team Jayco AlUla JAY                            | Team Jayco AlUla JAY     | Team Jayco AlUla JAY |
| ----------------------------------------------- | ------------------------ | -------------------- |
| م                                               | عداء                     | مرتبة                |
| 131                                             | ديلان جروينويغن (طريق)   | لم يبدأ-6            |
| 132                                             | Bob Donaldson (cyclist) ‏ | 67                   |
| 133                                             | Luke Durbridge ‏ (طريق)   | 43                   |
| 134                                             | كريس هاربر               | لم يبدأ-1            |
| 135                                             | لوكا ميزجيك              | 96                   |
| 136                                             | Elmar Reinders ‏          | 83                   |
| 137                                             | ماكس والشيد              | 45                   |
| مدير الرياضة: تريستان هوفمان, David McPartland ‏ |                          |                      |

| Team Picnic-PostNL TPP                     | Team Picnic-PostNL TPP | Team Picnic-PostNL TPP |
| ------------------------------------------ | ---------------------- | ---------------------- |
| م                                          | عداء                   | مرتبة                  |
| 141                                        | فابيو جاكوبسن          | 105                    |
| 142                                        | توبياس لوند أندرسن ‏    | 57                     |
| 143                                        | الكسندر ادموندسون      | 64                     |
| 144                                        | Enzo Leijnse ‏          | 95                     |
| 145                                        | Niklas Märkl ‏          | 63                     |
| 146                                        | Oscar Onley ‏           | 5                      |
| 147                                        | Julius van den Berg ‏   | 109                    |
| مدير الرياضة: Roy Curvers ‏, Joey van Rhee ‏ |                        |                        |

| Team Visma \| Lease a Bike TVL         | Team Visma \| Lease a Bike TVL | Team Visma \| Lease a Bike TVL |
| -------------------------------------- | ------------------------------ | ------------------------------ |
| م                                      | عداء                           | مرتبة                          |
| 151                                    | Olav Kooij ‏                    | لم يبدأ-2                      |
| 152                                    | Niklas Behrens ‏                | لم يكمل السباق-7               |
| 153                                    | Thomas Gloag ‏                  | لم يكمل السباق-4               |
| 154                                    | Bart Lemmen ‏                   | 23                             |
| 155                                    | دانيال مكلاي                   | لم يكمل السباق-7               |
| 156                                    | توش فان دير ساندي              | 55                             |
| 157                                    | جوليان فيرموت                  | لم يبدأ-2                      |
| مدير الرياضة: Marc Reef ‏, يسبر موركوف ‏ |                                |                                |

| سويس ريسينغ أكادمي ‏ TUD        | سويس ريسينغ أكادمي ‏ TUD   | سويس ريسينغ أكادمي ‏ TUD |
| ------------------------------ | ------------------------- | ----------------------- |
| م                              | عداء                      | مرتبة                   |
| 161                            | مايكل ستورر               | 15                      |
| 162                            | Sebastian Kolze Changizi ‏ | 117                     |
| 163                            | أرفيد دي كلاين ‏           | لم يكمل السباق-7        |
| 164                            | Arthur Kluckers ‏          | 100                     |
| 165                            | ألكسندر كرايغر            | 115                     |
| 166                            | Hannes Wilksch ‏           | 38                      |
| 167                            | Maikel Zijlaard ‏          | لم يكمل السباق-7        |
| مدير الرياضة: Marcel Sieberg ‏, |                           |                         |

| UAE Team Emirates XRG UAD                          | UAE Team Emirates XRG UAD | UAE Team Emirates XRG UAD |
| -------------------------------------------------- | ------------------------- | ------------------------- |
| م                                                  | عداء                      | مرتبة                     |
| 171                                                | تادي بوجار (طريق)         | 1                         |
| 172                                                | ميكيل بيرج                | 112                       |
| 173                                                | Rune Herregodts ‏          | 48                        |
| 174                                                | خوان سباستيان مولانو      | لم يبدأ-2                 |
| 175                                                | دومين نوفاك (طريق)        | 76                        |
| 176                                                | Florian Vermeersch ‏       | 70                        |
| 177                                                | Jay Vine ‏                 | 14                        |
| مدير الرياضة: Andrej Hauptman ‏, يوسف ميرزا الحمادي |                           |                           |

| VF Group-Bardiani CSF-Faizanè VBF                 | VF Group-Bardiani CSF-Faizanè VBF | VF Group-Bardiani CSF-Faizanè VBF |
| ------------------------------------------------- | --------------------------------- | --------------------------------- |
| م                                                 | عداء                              | مرتبة                             |
| 181                                               | Filippo Fiorelli ‏                 | 114                               |
| 182                                               | Federico Biagini ‏                 | لم يكمل السباق-6                  |
| 183                                               | Lorenzo Conforti ‏                 | 111                               |
| 184                                               | Alessandro Pinarello ‏             | 19                                |
| 185                                               | Mattia Pinazzi ‏                   | 106                               |
| 186                                               | Manuele Tarozzi ‏                  | 98                                |
| 187                                               | Enrico Zanoncello ‏                | 87                                |
| مدير الرياضة: أليساندرو دوناتي, Roberto Reverberi‏ |                                   |                                   |

| XDS Astana Team XAT                 | XDS Astana Team XAT | XDS Astana Team XAT |
| ----------------------------------- | ------------------- | ------------------- |
| م                                   | عداء                | مرتبة               |
| 191                                 | سيرجيو هيغويتا      | لم يبدأ-5           |
| 192                                 | آرون جيت            | 54                  |
| 193                                 | Florian Kajamini ‏   | 22                  |
| 194                                 | ماتيو مالوسيلي      | لم يبدأ-7           |
| 195                                 | Ide Schelling ‏      | 66                  |
| 196                                 | Su Haoyu ‏           | 88                  |
| 197                                 | Harold Tejada ‏      | 9                   |
| مدير الرياضة: مارك رينشو, بيتر كينو |                     |                     |

| Lotto LOT                 | Lotto LOT               | Lotto LOT |
| ------------------------- | ----------------------- | --------- |
| م                         | عداء                    | مرتبة     |
| 1                         | Lennert Van Eetvelt ‏    | 11        |
| 2                         | Lars Craps ‏             | لم يبدأ-6 |
| 3                         | Logan Currie ‏           | 85        |
| 4                         | Steffen De Schuyteneer ‏ | 69        |
| 5                         | Lionel Taminiaux ‏       | 107       |
| 6                         | روبن تومسون             | 44        |
| 7                         | يوناس غريغارد           | 104       |
| مدير الرياضة: ماريو آيرتس |                         |           |

| Alpecin-Deceuninck ADC                   | Alpecin-Deceuninck ADC | Alpecin-Deceuninck ADC |
| ---------------------------------------- | ---------------------- | ---------------------- |
| م                                        | عداء                   | مرتبة                  |
| 11                                       | جاسبر فيليبسين         | 77                     |
| 12                                       | Ramses Debruyne ‏       | 41                     |
| 13                                       | سيلفان ديلير           | 80                     |
| 14                                       | Robbe Ghys ‏            | 68                     |
| 15                                       | Timo Kielich ‏          | 49                     |
| 16                                       | Johan Price-Pejtersen ‏ | 113                    |
| 17                                       | Jonas Rickaert ‏        | 53                     |
| مدير الرياضة: ينس كوكلاير, جياني ميرسمان |                        |                        |

| Bahrain Victorious TBV                        | Bahrain Victorious TBV | Bahrain Victorious TBV |
| --------------------------------------------- | ---------------------- | ---------------------- |
| م                                             | عداء                   | مرتبة                  |
| 21                                            | بيلو بلباو             | 3                      |
| 22                                            | Rainer Kepplinger ‏     | 13                     |
| 23                                            | Daniel Skerl ‏          | 97                     |
| 24                                            | فل بوهوس               | 71                     |
| 25                                            | أندريا باسكولون        | 59                     |
| 26                                            | Torstein Træen ‏        | لم يكمل السباق-7       |
| 27                                            | Max van der Meulen ‏    | 37                     |
| مدير الرياضة: نيل ستيفنز, Ioannis Tamouridis ‏ |                        |                        |

| Decathlon-AG2R La Mondiale DAT              | Decathlon-AG2R La Mondiale DAT | Decathlon-AG2R La Mondiale DAT |
| ------------------------------------------- | ------------------------------ | ------------------------------ |
| م                                           | عداء                           | مرتبة                          |
| 31                                          | برونو أرميريل                  | 20                             |
| 32                                          | Stefan Bissegger ‏              | 81                             |
| 33                                          | جيوفري بوشارد                  | 34                             |
| 34                                          | فيليكس غال                     | 18                             |
| 35                                          | Rasmus Søjberg Pedersen ‏       | 86                             |
| 36                                          | Gianluca Pollefliet ‏           | 110                            |
| 37                                          | Paul Seixas ‏                   | لم يبدأ-6                      |
| مدير الرياضة: سيريل ديسيل, أرتوراس كاسبوتيس |                                |                                |

| EF Education-EasyPost EFE                  | EF Education-EasyPost EFE | EF Education-EasyPost EFE |
| ------------------------------------------ | ------------------------- | ------------------------- |
| م                                          | عداء                      | مرتبة                     |
| 41                                         | استيبان تشافيس            | 25                        |
| 42                                         | هيو كارثي                 | 62                        |
| 43                                         | Alastair Mackellar ‏       | 40                        |
| 44                                         | شون كوين ‏ (طريق)          | لم يبدأ-3                 |
| 45                                         | Jack Rootkin-Gray ‏        | لم يكمل السباق-7          |
| 46                                         | Georg Steinhauser ‏        | 12                        |
| 47                                         | Jardi van der Lee ‏        | 73                        |
| مدير الرياضة: Tom Southam ‏, Ken Vanmarcke ‏ |                           |                           |

| Ineos Grenadiers IGD                         | Ineos Grenadiers IGD       | Ineos Grenadiers IGD |
| -------------------------------------------- | -------------------------- | -------------------- |
| م                                            | عداء                       | مرتبة                |
| 51                                           | Josh Tarling ‏ (زمني فردي)  | 21                   |
| 52                                           | جوناثان كاستروفيجو         | 50                   |
| 53                                           | Kim Heiduk ‏                | 65                   |
| 54                                           | Victor Langellotti ‏        | لم يبدأ-6            |
| 55                                           | Michael Leonard (cyclist) ‏ | 74                   |
| 56                                           | كارلوس رودريغيز كانو       | لم يبدأ-7            |
| 57                                           | بن سويفت                   | 46                   |
| مدير الرياضة: ليوناردو باسو, Oliver Cookson ‏ |                            |                      |

| Intermarché-Wanty IWA                        | Intermarché-Wanty IWA | Intermarché-Wanty IWA |
| -------------------------------------------- | --------------------- | --------------------- |
| م                                            | عداء                  | مرتبة                 |
| 61                                           | Gerben Kuypers ‏       | 58                    |
| 62                                           | Kevin Colleoni ‏       | 35                    |
| 63                                           | Kobe Goossens ‏        | 27                    |
| 64                                           | Simone Petilli ‏       | 42                    |
| 65                                           | أدريان بيتي           | لم يكمل السباق-7      |
| 66                                           | جيربن تايسن ‏          | 89                    |
| 67                                           | Gijs Van Hoecke ‏      | 56                    |
| مدير الرياضة: Steven De Neef ‏, بيتر فانسبيوك |                       |                       |

| Israel-Premier Tech IPT                      | Israel-Premier Tech IPT        | Israel-Premier Tech IPT |
| -------------------------------------------- | ------------------------------ | ----------------------- |
| م                                            | عداء                           | مرتبة                   |
| 71                                           | كريس فروم                      | لم يكمل السباق-7        |
| 72                                           | Pier-André Côté ‏               | 39                      |
| 73                                           | جان هيرت                       | 36                      |
| 74                                           | Oded Kogut ‏ (طريق و زمني فردي) | 101                     |
| 75                                           | أليكسي لوتزينكو                | 28                      |
| 76                                           | Nadav Raisberg ‏                | 47                      |
| 77                                           | Matthew Riccitello ‏            | 17                      |
| مدير الرياضة: الكسندر كاتافورد, Dror Pekatz ‏ |                                |                         |

| Lidl-Trek LTK                              | Lidl-Trek LTK                        | Lidl-Trek LTK |
| ------------------------------------------ | ------------------------------------ | ------------- |
| م                                          | عداء                                 | مرتبة         |
| 81                                         | جوليو سيكوني                         | 2             |
| 82                                         | سيموني كونسوني                       | 102           |
| 83                                         | Amanuel Ghebreigzabhier ‏ (زمني فردي) | 72            |
| 84                                         | Daan Hoole ‏                          | 33            |
| 85                                         | باتريك كونراد                        | 10            |
| 86                                         | جوناثان ميلان                        | 78            |
| 87                                         | إدوارد ثيونس                         | 90            |
| مدير الرياضة: Adriano Baffi ‏, غريغوري راست |                                      |               |

| Movistar Team MOV           | Movistar Team MOV | Movistar Team MOV |
| --------------------------- | ----------------- | ----------------- |
| م                           | عداء              | مرتبة             |
| 91                          | إينر روبيو        | 16                |
| 92                          | ويل بارتا         | 32                |
| 93                          | Pablo Castrillo ‏  | 7                 |
| 94                          | دافيد سيمولاي     | 93                |
| 95                          | فرناندو جافيريا   | لم يبدأ-6         |
| 96                          | Manlio Moro ‏      | 84                |
| 97                          | Iván Romeo ‏       | 4                 |
| مدير الرياضة: بابلو لاستراس |                   |                   |

| Red Bull-Bora-Hansgrohe RBH                    | Red Bull-Bora-Hansgrohe RBH    | Red Bull-Bora-Hansgrohe RBH |
| ---------------------------------------------- | ------------------------------ | --------------------------- |
| م                                              | عداء                           | مرتبة                       |
| 101                                            | Finn Fisher-Black ‏ (زمني فردي) | 6                           |
| 102                                            | Filip Maciejuk ‏                | 82                          |
| 103                                            | ريان مولين                     | 51                          |
| 104                                            | Anton Palzer ‏                  | 31                          |
| 105                                            | داني فان بوبيل                 | 61                          |
| 106                                            | سام ويلسفورد                   | 99                          |
| 107                                            | Ben Zwiehoff ‏                  | 24                          |
| مدير الرياضة: Shane Archbold ‏, Gregor Gazvoda ‏ |                                |                             |

| Team Solution Tech–Vini Fantini ‏ TFT | Team Solution Tech–Vini Fantini ‏ TFT | Team Solution Tech–Vini Fantini ‏ TFT |
| ------------------------------------ | ------------------------------------ | ------------------------------------ |
| م                                    | عداء                                 | مرتبة                                |
| 111                                  | كريستيان سباراغلي                    | 52                                   |
| 112                                  | Đorđe Đurić (cyclist) ‏               | 116                                  |
| 113                                  | فيليبو فورتين                        | 91                                   |
| 114                                  | روبرتو غونزاليس ‏                     | 29                                   |
| 115                                  | Lorenzo Quartucci ‏                   | 26                                   |
| 116                                  | Dušan Rajović ‏                       | 92                                   |
| 117                                  | Carlos Samudio ‏                      | 60                                   |
| مدير الرياضة: Serge Parsani ‏         |                                      |                                      |

| Soudal Quick-Step SOQ                           | Soudal Quick-Step SOQ | Soudal Quick-Step SOQ |
| ----------------------------------------------- | --------------------- | --------------------- |
| م                                               | عداء                  | مرتبة                 |
| 121                                             | تيم ميرلير (طريق)     | 79                    |
| 122                                             | Ayco Bastiaens ‏       | 103                   |
| 123                                             | جوزيف سيرني           | 108                   |
| 124                                             | Pascal Eenkhoorn ‏     | 30                    |
| 125                                             | Junior Lecerf ‏        | 8                     |
| 126                                             | كاسبر بيدرسين         | 75                    |
| 127                                             | Bert Van Lerberghe ‏   | 94                    |
| مدير الرياضة: Klaas Lodewyck ‏, Geert Van Bondt ‏ |                       |                       |

| Team Jayco AlUla JAY                            | Team Jayco AlUla JAY     | Team Jayco AlUla JAY |
| ----------------------------------------------- | ------------------------ | -------------------- |
| م                                               | عداء                     | مرتبة                |
| 131                                             | ديلان جروينويغن (طريق)   | لم يبدأ-6            |
| 132                                             | Bob Donaldson (cyclist) ‏ | 67                   |
| 133                                             | Luke Durbridge ‏ (طريق)   | 43                   |
| 134                                             | كريس هاربر               | لم يبدأ-1            |
| 135                                             | لوكا ميزجيك              | 96                   |
| 136                                             | Elmar Reinders ‏          | 83                   |
| 137                                             | ماكس والشيد              | 45                   |
| مدير الرياضة: تريستان هوفمان, David McPartland ‏ |                          |                      |

| Team Picnic-PostNL TPP                     | Team Picnic-PostNL TPP | Team Picnic-PostNL TPP |
| ------------------------------------------ | ---------------------- | ---------------------- |
| م                                          | عداء                   | مرتبة                  |
| 141                                        | فابيو جاكوبسن          | 105                    |
| 142                                        | توبياس لوند أندرسن ‏    | 57                     |
| 143                                        | الكسندر ادموندسون      | 64                     |
| 144                                        | Enzo Leijnse ‏          | 95                     |
| 145                                        | Niklas Märkl ‏          | 63                     |
| 146                                        | Oscar Onley ‏           | 5                      |
| 147                                        | Julius van den Berg ‏   | 109                    |
| مدير الرياضة: Roy Curvers ‏, Joey van Rhee ‏ |                        |                        |

| Team Visma \| Lease a Bike TVL         | Team Visma \| Lease a Bike TVL | Team Visma \| Lease a Bike TVL |
| -------------------------------------- | ------------------------------ | ------------------------------ |
| م                                      | عداء                           | مرتبة                          |
| 151                                    | Olav Kooij ‏                    | لم يبدأ-2                      |
| 152                                    | Niklas Behrens ‏                | لم يكمل السباق-7               |
| 153                                    | Thomas Gloag ‏                  | لم يكمل السباق-4               |
| 154                                    | Bart Lemmen ‏                   | 23                             |
| 155                                    | دانيال مكلاي                   | لم يكمل السباق-7               |
| 156                                    | توش فان دير ساندي              | 55                             |
| 157                                    | جوليان فيرموت                  | لم يبدأ-2                      |
| مدير الرياضة: Marc Reef ‏, يسبر موركوف ‏ |                                |                                |

| سويس ريسينغ أكادمي ‏ TUD        | سويس ريسينغ أكادمي ‏ TUD   | سويس ريسينغ أكادمي ‏ TUD |
| ------------------------------ | ------------------------- | ----------------------- |
| م                              | عداء                      | مرتبة                   |
| 161                            | مايكل ستورر               | 15                      |
| 162                            | Sebastian Kolze Changizi ‏ | 117                     |
| 163                            | أرفيد دي كلاين ‏           | لم يكمل السباق-7        |
| 164                            | Arthur Kluckers ‏          | 100                     |
| 165                            | ألكسندر كرايغر            | 115                     |
| 166                            | Hannes Wilksch ‏           | 38                      |
| 167                            | Maikel Zijlaard ‏          | لم يكمل السباق-7        |
| مدير الرياضة: Marcel Sieberg ‏, |                           |                         |

| UAE Team Emirates XRG UAD                          | UAE Team Emirates XRG UAD | UAE Team Emirates XRG UAD |
| -------------------------------------------------- | ------------------------- | ------------------------- |
| م                                                  | عداء                      | مرتبة                     |
| 171                                                | تادي بوجار (طريق)         | 1                         |
| 172                                                | ميكيل بيرج                | 112                       |
| 173                                                | Rune Herregodts ‏          | 48                        |
| 174                                                | خوان سباستيان مولانو      | لم يبدأ-2                 |
| 175                                                | دومين نوفاك (طريق)        | 76                        |
| 176                                                | Florian Vermeersch ‏       | 70                        |
| 177                                                | Jay Vine ‏                 | 14                        |
| مدير الرياضة: Andrej Hauptman ‏, يوسف ميرزا الحمادي |                           |                           |

| VF Group-Bardiani CSF-Faizanè VBF                 | VF Group-Bardiani CSF-Faizanè VBF | VF Group-Bardiani CSF-Faizanè VBF |
| ------------------------------------------------- | --------------------------------- | --------------------------------- |
| م                                                 | عداء                              | مرتبة                             |
| 181                                               | Filippo Fiorelli ‏                 | 114                               |
| 182                                               | Federico Biagini ‏                 | لم يكمل السباق-6                  |
| 183                                               | Lorenzo Conforti ‏                 | 111                               |
| 184                                               | Alessandro Pinarello ‏             | 19                                |
| 185                                               | Mattia Pinazzi ‏                   | 106                               |
| 186                                               | Manuele Tarozzi ‏                  | 98                                |
| 187                                               | Enrico Zanoncello ‏                | 87                                |
| مدير الرياضة: أليساندرو دوناتي, Roberto Reverberi‏ |                                   |                                   |

| XDS Astana Team XAT                 | XDS Astana Team XAT | XDS Astana Team XAT |
| ----------------------------------- | ------------------- | ------------------- |
| م                                   | عداء                | مرتبة               |
| 191                                 | سيرجيو هيغويتا      | لم يبدأ-5           |
| 192                                 | آرون جيت            | 54                  |
| 193                                 | Florian Kajamini ‏   | 22                  |
| 194                                 | ماتيو مالوسيلي      | لم يبدأ-7           |
| 195                                 | Ide Schelling ‏      | 66                  |
| 196                                 | Su Haoyu ‏           | 88                  |
| 197                                 | Harold Tejada ‏      | 9                   |
| مدير الرياضة: مارك رينشو, بيتر كينو |                     |                     |

## التصنيف العام النهائي
| التصنيف العام         | التصنيف العام      | التصنيف العام           | التصنيف العام  | التصنيف العام |
| العداء                | العداء             | الفريق                  | الوقت          |               |
| --------------------- | ------------------ | ----------------------- | -------------- | ------------- |
| 1                     | تادي بوجار         | UAE Team Emirates XRG   | 23 س 08 د 00 ث |               |
| 2                     | جوليو سيكوني       | Lidl-Trek               | + 1 د 14 ث     |               |
| 3                     | بيلو بلباو         | Bahrain Victorious      | + 1 د 19 ث     |               |
| 4                     | Iván Romeo ‏        | Movistar Team           | + 1 د 26 ث     |               |
| 5                     | Oscar Onley ‏       | Team Picnic-PostNL      | + 2 د 10 ث     |               |
| 6                     | Finn Fisher-Black ‏ | Red Bull-Bora-Hansgrohe | + 2 د 43 ث     |               |
| 7                     | Pablo Castrillo ‏   | Movistar Team           | + 2 د 59 ث     |               |
| 8                     | Junior Lecerf ‏     | Soudal Quick-Step       | + 3 د 49 ث     |               |
| 9                     | Harold Tejada ‏     | XDS Astana Team         | + 3 د 52 ث     |               |
| 10                    | باتريك كونراد      | Lidl-Trek               | + 4 د 00 ث     |               |
|                       |                    |                         |                |               |
| مصدر: ProCyclingStats |                    |                         |                |               |

### تصنيف النقاط
| تصنيف النقاط          | تصنيف النقاط           | تصنيف النقاط                     | تصنيف النقاط | تصنيف النقاط |
| العداء                | العداء                 | الفريق                           | النقاط       |              |
| --------------------- | ---------------------- | -------------------------------- | ------------ | ------------ |
| 1                     | جوناثان ميلان          | Lidl-Trek                        | 81 نقطة      |              |
| 2                     | تادي بوجار             | UAE Team Emirates XRG            | 62 نقطة      |              |
| 3                     | تيم ميرلير             | Soudal Quick-Step                | 59 نقطة      |              |
| 4                     | Đorđe Đurić (cyclist) ‏ | Team Solution Tech–Vini Fantini ‏ | 46 نقطة      |              |
| 5                     | Carlos Samudio ‏        | Team Solution Tech–Vini Fantini ‏ | 38 نقطة      |              |
|                       |                        |                                  |              |              |
| مصدر: ProCyclingStats |                        |                                  |              |              |

## تصنيف الفرق

### الفرق حسب الوقت
| تصنيف الفرق حسب الوقت | تصنيف الفرق حسب الوقت | تصنيف الفرق حسب الوقت | تصنيف الفرق حسب الوقت |
| الفريق                | الفريق                | الوقت                 |                       |
| --------------------- | --------------------- | --------------------- | --------------------- |
| 1                     | Movistar Team         | 69 س 35 د 16 ث        |                       |
| 2                     | Lidl-Trek             | + 6 د 03 ث            |                       |
| 3                     | Bahrain-Victorious    | + 7 د 53 ث            |                       |
|                       |                       |                       |                       |
| مصدر: ProCyclingStats |                       |                       |                       |

## وصلات خارجية
- لمحة عن سباق طواف الإمارات 2025 على موقع  ProCyclingStats   (برو  سايكلنج  ستاتس) - إحصاءات  محترفي  الدراجات.
- طواف الإمارات 2025 على موقع إحصائيات الدراجات الإحترافية (الإنجليزية)